# Chilicola rubriventris
Chilicola rubriventris är en biart som beskrevs av Maximilian Spinola 1851. Chilicola rubriventris ingår i släktet Chilicola och familjen korttungebin. Inga underarter finns listade i Catalogue of Life.